# Shi Nai'an
Dans ce nom, le nom de famille, Shi, précède le nom personnel.
Shi Nai'an (chinois 施耐庵, 1296 ? - 1370 ?) est un écrivain chinois auteur du roman Au bord de l'eau (水滸傅).

## Biographie
Shi Nai'an aurait vécu au XIVe siècle, il était certainement originaire de Suzhou, qui se situe dans la province chinoise du Jiangsu. Il aurait écrit la version originelle du grand classique littéraire chinois « Au bord de l'eau. »
Shi Nai'an aurait été le maître (professeur) du grand écrivain Luo Guanzhong, auteur de l'un des trois autres grands romans chinois : Le Roman des Trois Royaumes.
Mais un grand mystère plane autour de Shi Nai'an, et selon certains historiens, il n'aurait jamais existé. Son nom n'aurait été qu'un pseudonyme de Luo Guanzhong lui-même, ne voulant pas prendre le risque d'associer son nom à une œuvre prônant résolument la révolte sous la dynastie mongole des Yuan.
Les différentes hypothèses sur Shi Nai'an et le roman « Au bord de l'eau » :
- Shi Nai'an aurait été le premier compilateur du roman « Au bord de l'eau », association d'histoires de la tradition orale chinoise. Sa version compte 100 chapitres.
- Shi Nai'an était le professeur de Luo Guanzhong, et aurait réalisé les 72 premiers chapitres, Luo Guanzhong terminant l'œuvre.
- Shi Nai'an serait l'auteur du roman « Au bord de l'eau » mais aussi du « Roman des Trois Royaumes. »

Au bord de l'eau a été publié dans la bibliothèque de la Pléiade.